# Temporada 1998 del Campeonato de España de Rally de Tierra
La temporada 1998 fue la 16.º edición del Campeonato de España de Rally de Tierra. Comenzó el 24 de abril en el Rally de Salón del Automóvil de Vigo y terminó el 21 de noviembre en el Rally RACC Artesa de Segre.

## Calendario
| N.º | Fecha            | Prueba                                   | Notas |
| --- | ---------------- | ---------------------------------------- | ----- |
| 1   | 24-25 de abril   | 2.º Rally Salón del Automóvil de Vigo    |       |
| 2   | 16 de mayo       | Rally de Teruel                          |       |
| 3   | 30 de mayo       | Rally de Sigüenza                        |       |
| 4   | 27 de junio      | Rally de Tierra de Telde                 |       |
| 5   | 19 de septiembre | Rally de Requena                         |       |
| 6   | 9-10 de octubre  | Rally BBK de Gernika-I Gernika de Tierra |       |
| 7   | 24 de octubre    | Rally Salón del Automóvil de Sevilla     |       |
| 8   | 21 de noviembre  | Rally RACC Artesa de Segre               |       |

## Clasificación

### Campeonato de pilotos
| Pos. | Piloto                | 1   | 2 | 3 | 4 | 5 | 6 | 7 | 8 | Puntos |
| ---- | --------------------- | --- | - | - | - | - | - | - | - | ------ |
| 1.   | Pedro Diego           | 1   |   | 3 | 2 |   | 2 | 1 | 2 | 139    |
| 2.   | Claudio Aldecoa       | Ret | 1 | 1 |   |   | 1 |   | 1 | 128    |
| 3.   | Josep Maria Solé      | 2   | 3 |   | 6 | 5 |   | 3 | 4 | 115    |
| 4.   | Santiago Zuluaga      | 4   |   | 2 |   | 1 |   |   | 3 | 95     |
| 5.   | Joan Roca             | 7   |   |   |   |   | 4 | 4 | 6 | 79     |
| 6.   | José Daniel Estévez   | 3   | 6 |   |   |   |   |   | 7 | 60     |
| 7.   | Salvador Cañellas jr. |     |   |   | 5 | 3 |   |   |   | 54     |
| 8.   | Luis Bravo            | Ret | 4 | 5 |   |   | 3 |   |   | 51     |
| 9.   | Juan José García      |     | 5 | 4 |   | 4 |   |   |   | 48     |
| 10.  | Jordi Gómez           | 5   |   |   |   |   |   |   |   | 45     |

### Copilotos
| Pos. | Copiloto               | Puntos |
| ---- | ---------------------- | ------ |
| 1.   | Tomás Aguado           | 139    |
| 2.   | Manuel Casanova        | 128    |
| 3.   | Miguel Escamilla       | 115    |
| 4.   | Francisco López Porras | 95     |
| 5.   | Antonio Sánchez        | 79     |
| 6.   | Jorge del Cid          | 56     |
| 7.   | Xavi Lorza             | 54     |
| 8.   | José María Foronda     | 51     |
| 9.   | Alexandre Masip        | 45     |
| 10.  | Ángel Cañaveral        | 37     |

### Campeonato de marcas
| Pos. | Marca   | Puntos |
| ---- | ------- | ------ |
| 1.   | Ford    | 371    |
| 2.   | SEAT    | 341    |
| 3.   | Toyota  | 263    |
| 4.   | Peugeot | 162    |
| 5.   | Citroën | 12     |

### Agrupación II
| Pos. | Piloto                  | Puntos |
| ---- | ----------------------- | ------ |
| 1.   | Josep María Solé        | 153    |
| 2.   | Juan Roca               | 122    |
| 3.   | Jordi Gómez             | 82     |
| 4.   | Salvador Cañellas       | 80     |
| 5.   | Francisco Xavier Ferrer | 71     |